# Matthäus Zell
Matthäus Zell (1478–1541) (* Kaysersberg, 21 de Setembro de 1477 † Estrasburgo, 9 de Janeiro de 1548), foi teólogo, reformador, professor de Teologia e reitor da Universidade de Freiburg.

## Biografia
Filho de um produtor de vinho, estudou nas Universidades de Mainz, Erfurt e Freiburg im Breisgau, da qual se tornou reitor em 1517.  Durante algum tempo viveu na Itália, e serviu no exército de Maximiliano I (1459-1519) contra os suíços. Foi muito influenciado pelo seu contemporâneo  Johann Geiler von Kaysersberg (1445-1510).  Compartilhou das lutas reformista como seguidor de Lutero, e devido aos seus atos piedosos e a sua habilidade em conversar ganhou muito respeito. Foi o primeiro a rezar a missa em alemão, em Estrasburgo, sendo por esse motivo, motivo de perseguições movidas pelas autoridades católicas.
Pregador da Catedral de Estrasburgo, teve de enfrentar as acusações feitas contra ele pelo bispo, o qual, ciente do perigo da sua pregação, faz de tudo para afastá-lo do posto, a autoridade eclesiástica formula contra ele uma lista com 24 ítens de acusação. Zell responde às acusações feita contra ele por volta da Páscoa de 1523, através de um documento sob o título de Responsabilidade Cristã, o primeiro texto da Reforma de Estrasburgo.
Nesse documento, Zell aborda a questão do clero e do poder eclesiástico, objetivando ampliar em torno de sua pessoa o consenso entre os seus amigos pregadores contra os abusos do clero; a justificação pela fé é, de acordo com Zell, o fundamento necessário de um clero renovado para anunciar fielmente a palavra de Deus, sem reivindicar um poder espiritual do qual sempre vinha cometendo abusos.
No mesmo ano, hospeda fraternalmente em sua casa, Martinus Bucerus, o qual havia sido excomungado pelo bispo de Speyer, junto com Heinrich Motherer, por causa da atividade reformadora nacidade de Wissembourg, e busca refúgio em Estrasburgo.

## Katharina Zell
Em dezembro de 1523, Zell casou com Katharina Schütz Zell (1497-1562). Devota desde criança, Katharina dedicou sua vida a Deus, mas nunca conseguiu ter certeza da aceitação de Deus até ouvir uma pregação sobre as ideias de Lutero, feita por Matthäus Zell, o primeiro pastor protestante de Estrasburgo. Katharina acompanhou o trabalho de Zell até quando ele morreu em 1548, e continuou a sua vocação como "mãe da Igreja" e defensora do clero pelo resto da sua vida.
Matthäus Zell foi um dos primeiros sacerdotes a ser excomungado por ter se casado.

## Obras
- Appelatio sacerdotum maritorum (1524).
- Christliche Verantwortung, 1523
- Frag vnnd Antwort, vff die artikel des Christlichen glaubens... Zu einer ...
- Appellation der Eelichen Priester von der vermaynten Excom(m)unication d(e)z hochwirdigen Fürsten ... Wilhelmen Bischoffen zu Straßburg (etc.) - (Straßburg, Wolfgang Köpfel) 1524. (8 Bl.)